# Milan Kujundžić
Milan Kujundžić (ur. 27 kwietnia 1957 w Ivanbegovinie) – chorwacki lekarz, wykładowca akademicki i polityk, kandydat w wyborach prezydenckich w 2014, parlamentarzysta i minister.

## Życiorys
Absolwent medycyny na Uniwersytecie w Zagrzebiu (1982), w 1988 uzyskał magisterium, a w 1992 stopień naukowy doktora. Kształcił się również w centrum transplantologii w Oklahomie. Specjalizował się w medycynie wewnętrznej i gastroenterologii.
W 1996 został ordynatorem oddziału gastroenterologii szpitala uniwersyteckiego, w latach 2004–2012 był dyrektorem tej placówki. W 2004 przez kilka miesięcy pełnił obowiązki wiceministra zdrowia. Objął stanowisko profesora nadzwyczajnego w katedrze medycyny wewnętrznej macierzystej uczelni, został też wykładowcą m.in. Uniwersytetu w Mostarze. Jako autor i współautor opublikował około 150 prac naukowych, w tym kilka pozycji książkowych.
W 1990 wstąpił do Chorwackiej Partii Demokratycznej, w 1992 dołączył do Chorwackiej Wspólnoty Demokratycznej. W 2012 ubiegał się o przywództwo w tym ugrupowaniu, zajmując drugie miejsce w wyborach i przegrywając z Tomislavem Karamarko. W 2013 opuścił HDZ, stając na czele nowej konserwatywnej partii Chorwacki Świt. W 2014 wystartował w wyborach prezydenckich z rekomendacji Sojuszu na rzecz Chorwacji, otrzymując w pierwszej turze 6,3% głosów i zajmując ostatnie miejsce spośród czterech kandydatów.
W 2016 Milan Kujundžić powrócił do Chorwackiej Wspólnoty Demokratycznej na zaproszenie Andreja Plenkovicia. W przedterminowych wyborach w tym samym roku uzyskał mandat posła do Zgromadzenia Chorwackiego. W październiku 2016 objął stanowisko ministra zdrowia w rządzie Andreja Plenkovicia. Został odwołany w styczniu 2020 m.in. w związku z wątpliwościami dotyczącymi jego oświadczeń majątkowych.